# Letní škola moderních učitelů
Letní škola moderních učitelů je vzdělávací akce určená učitelům, zástupcům vedení škol i správcům školních sítí. Koná se každoročně v obci Žítková. Akci pořádá společnost Microsoft pod záštitou Zlínského kraje. Každý účastník obdrží certifikát o absolvování Letní školy moderních učitelů a DVPP certifikát akreditovaný Ministerstvem školství, mládeže a tělovýchovy ČR v rozsahu 40 hodin.

## Program
Na Letní škole moderních učitelů se účastníci zaměřují především na vhodné a efektivní využívání informačních technologií ve výuce. Začínající uživatelé zde získají základní dovednosti ve využívání různých nástrojů a seznámí se s cloudovými technologiemi. Pro pokročilé uživatele jsou připraveny semináře s obtížnějšími tématy jako jsou operační systémy, cloudové nástroje nebo nasazení technologií do výuky. Nechybí ani 3D a virtuální realita a další témata, jako například využívání fotoaparátu či tvorba výukového filmu. Účastníci akce se vzájemně inspirují a navazují kontakty.

### Místo konání
Letní škola moderních učitelů se koná v obci Žítková ve východní části okresu Uherské Hradiště, v horském prostředí Bílých Karpat. Místem konání konference je Hotel Kopanice, který vznikl z bývalé základní školy s internátem, a jeho okolí.

## Ročníky
- 2011 – 1. ročníku se účastnilo 50 účastníků z České republiky a Slovenska[7]. Důsledkem setkání a další potřeby výměny informací mezi učiteli bylo i založení Klubu moderních učitelů.[8]
- 2012 – 2. ročník
- 2013 – 3. ročník
- 2014 – 4. ročník
- 2015 – 5. pátý ročník
- 2016 – 6. ročník přinesl více než 50 aktivit pro účastníky.[9]

- 2017 – 7. ročník se konal v termínu 13. 8. 2017 – 19. 8. 2017 v hotelu Kopanice v obci Žítková. Učitelé si ve workshopech např. sestrojili vlastní dynamo a imitaci větrné turbíny.[10][11]
- 2018 – 8. ročník byl pro velký zájem zorganizován ve dvou týdenních turnusech.[12]

## Partneři
Mezi partnery Letní školy moderních učitelů patří jak vybrané technologické společnosti či dodavatelé technologických řešení, jako jsou Cisco, Epson, Computer Help, Boxed nebo Alef Distribution, kteří poskytují služby a vybavení školám, tak i nakladatelství zaměřená na učebnice či vzdělávací literaturu. Partnerem ročníku 2018 bylo nakladatelství Tobiáš – učebnice.